# Tragovi čovjeka (1961.)
Tragovi čovjeka, kratki film redatelja Ivana Martinca.:131, 132, 134, 137